# 占旭刚
占旭刚（1974年5月19日—），浙江开化人，中国男子举重运动员，人稱「战就刚」，1996年和2000年夏季奥林匹克运动会两度获得举重項目金牌，为中国奥运史上连续两届获得举重冠军的第一人。
1996年6月，占旭刚加入中国共产党。退役后，从事政务工作。

## 体育生涯
占旭刚1987年进入浙江省举重队，1994年入选中国国家举重队。他以独特的下蹲举动作和外露的性格著称。1996年，占旭刚参加了亚特兰大奥运会的70公斤级举重比赛，以打破抓举、挺举、总成绩三项世界纪录的姿态获得冠军。四年以后，由于70公斤级被取消，占旭刚改报参加77公斤级比赛。在抓举比赛结束后，占旭刚一度落后第一名7.5公斤。挺举比赛中，占旭刚超水平地举起了在训练中从未举起的207.5公斤，跃居第一成为冠军。当放下杠铃的一刻，占旭刚振臂高呼的庆祝动作，成为该届奥运会的经典一幕。
悉尼奥运会后，占旭刚状态开始下滑。在2001的第九届全国运动会上输给了小将李宏利后，占旭刚曾宣布退役，就任浙江省体育局重竞技中心主任。不久，占旭刚复出参加2003年举重世锦赛，但仍然输给李宏利。2004年，占旭刚第三次参加奥运会，但在抓举比赛中却三次试举全部失败，卫冕失败。赛后，占旭刚正式结束运动生涯，着手行政工作。

## 政务工作
2004年雅典奥运会后，占旭刚宣布退役时，任浙江省体工队副大队长，分管举重、柔道和跆拳道三个项目。2005年第十届全运会后，浙江体育职业技术学院与浙江省体育训练一大队、浙江省体育训练二大队、浙江省田径运动管理中心合并。占旭刚进入浙江体育职业技术学院工作，继续负责举重项目的管理。2012年初，占旭刚任浙江体育职业技术学院副院长，兼任竞技体育七系主任一职。
2015年7月开始，占旭刚在浙江省台州市下辖的三门县挂职担任县委常委、副县长。任职期间，主要负责司法、旅游、体育等方面工作，分管县司法局、县风景旅游局、县体育局，联系县创建办，协助常务副县长工作。
2018年4月16日，依浙江省人民政府决定，占旭刚出任浙江体育职业技术学院院长。任职至2022年3月。